# Nigrita
Nigrita – rodzaj ptaków z podrodziny astryldów (Estrildinae) w rodzinie astryldowatych (Estrildidae).
Są to ptaki słabo poznane. Na tle rodziny nigrity wyróżniają się kilkoma cechami. Ich dzioby są odmienne od reszty astryldów, ponadto nigrity są owadożerne; z wyjątkiem mrówinek (Parmoptila), wszystkie pozostałe astryldy żywią się głównie nasionami. Niewiele jest informacji na temat tych ptaków w niewoli. Tam, gdzie znane są ich losy wiadomo, że nie wszystkie lęgi powiodły się, a część młodych umarła. Niepowodzeniom może sprzyjać słaba znajomość wymagań tych ptaków. Wiadomo, że na początku lat 30. XX wieku miano nigrity białobrzuche sprowadzić do zoo w Londynie; nie wiadomo, co z nimi się później stało. W 1972 nigrity jasnoczelne sprowadzono do Holandii. Najprawdopodobniej jedynym gatunkiem, który udało się odchować w niewoli, jest nigrita rdzawobrzucha.

## Zasięg występowania
Rodzaj obejmuje gatunki występujące w Afryce Subsaharyjskiej.

## Morfologia
Długość ciała 10–14 cm; masa ciała 7–21 g.

## Systematyka

### Etymologia
- Nigrita: łac. nigritia – czarny kolor, czerń, od niger – czarny[7].
- Aethiops: gr. Αιθιοψ Aithiops – Etiopczyk, czarny, od αιθω aithō – płonąć; ωψ ōps, ωπος ōpos – twarz[8]. Gatunek typowy: Aethiops canicapillus Strickland, 1841.

### Podział systematyczny
Do rodzaju należą następujące gatunki:
- Nigrita fusconotus Fraser, 1843 – nigrita białobrzucha
- Nigrita bicolor (Hartlaub, 1844) – nigrita rdzawobrzucha
- Nigrita luteifrons J. Verreaux & E. Verreaux, 1851 – nigrita jasnoczelna
- Nigrita canicapillus (Strickland, 1841) – nigrita czarnoczelna